# James Gregory (wiskundige)

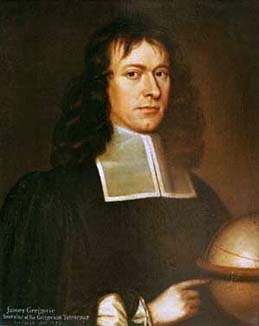
James Gregory

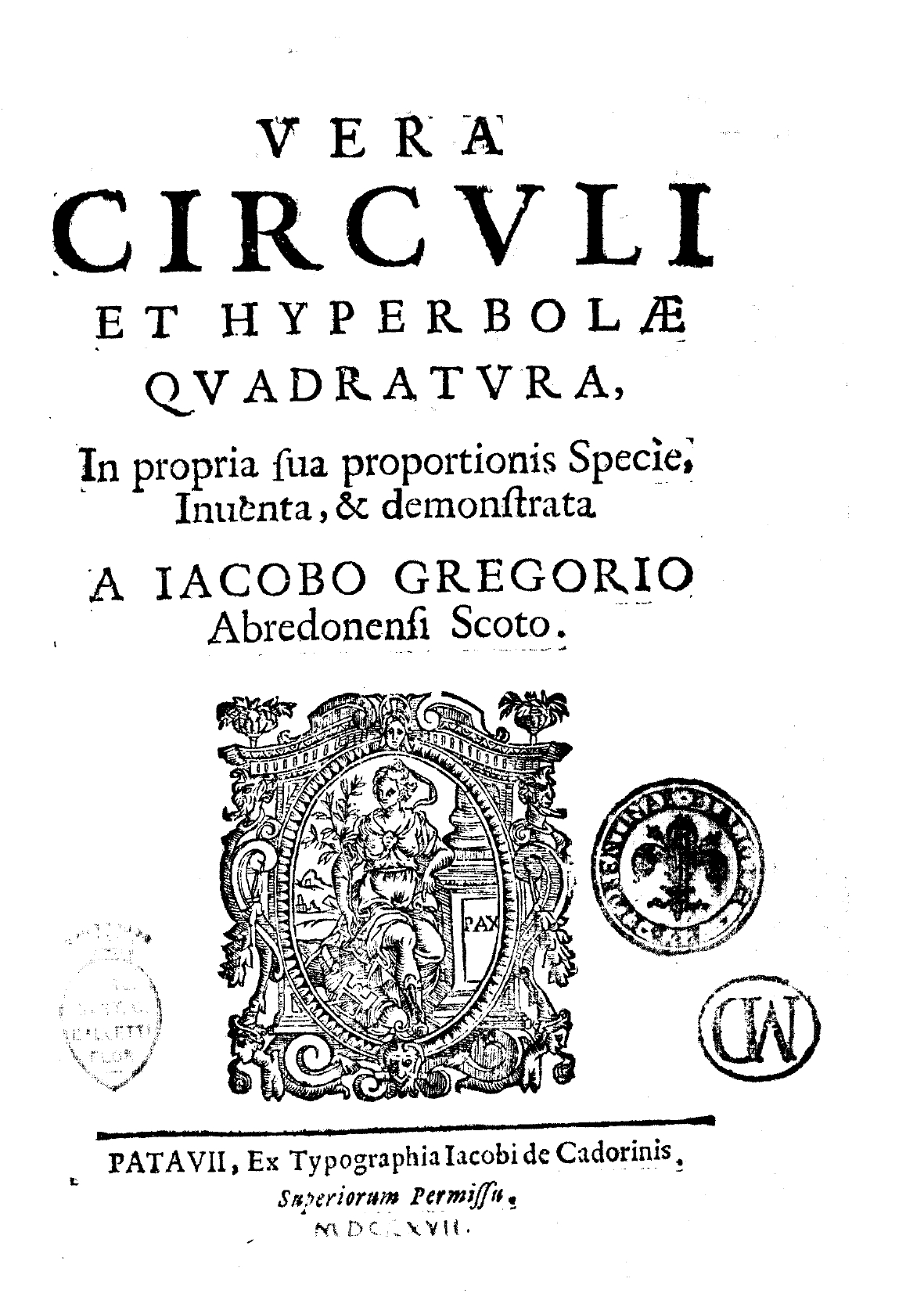
Vera circuli et hyperbolae quadratura, 1667

James Gregory (Drumoak (bij Aberdeen, Schotland), november 1638 – Edinburgh (Schotland), oktober 1675) was een Schots wiskundige en astronoom. Hij was achtereenvolgens hoogleraar te St. Andrews en te Edinburgh.
In 1660 publiceerde Gregory zijn werk Optica Promota, waarin hij de compacte telescoop beschrijft die zijn naam draagt, de Gregoriaanse telescoop. Het ontwerp van deze telescoop trok de aandacht van verschillende mensen in het wetenschappelijke establishment: Robert Hooke, natuurkundige te Oxford die de telescoop uiteindelijk bouwde; Sir Robert Moray, veelzijdig wiskundige en medeoprichter van de Royal Society; en Isaac Newton, die ook met een dergelijk project bezig was. De Gregoriaanse telescoop wordt tegenwoordig echter weinig toegepast, want het apparaat is erg inefficiënt voor de meest gebruikelijke toepassingen.
Nadien voerde Gregory een langdurige en vriendschappelijke correspondentie met Newton, die hij zeer bewonderde en van wie hij een enthousiast volgeling was. Gregory nam veel van Newtons ideeën op in zijn colleges – riskant, want die ideeën waren destijds controversieel en werden zeer revolutionair gevonden.
In 1667 publiceerde Gregory Vera Circuli et Hyperbolae Quadratura. Hierin toonde hij aan dat de oppervlakte van cirkels en hyperbolen achterhaald kon worden middels oneindige, convergente reeksen. Ditzelfde werk bevat ook een opmerkelijke, geometrische propositie die erop neerkomt dat de verhouding van de oppervlakte van enige, willekeurige sector van een cirkel aan de ene kant en de oppervlakte van de ingeschreven of omvatte, reguliere polygonen aan de andere kant, niet uit te drukken is in een eindige hoeveelheid termen. Daaruit maakte hij op dat de kwadratuur van de cirkel een onmogelijke constructie is. Deze stelling werd geloofd door Montucla, maar is toch niet sluitend. Het is namelijk denkbaar dat een bepaalde sector gekwadrateerd kan worden en dat die bepaalde sector de hele cirkel zou kunnen zijn.
Hetzelfde boek bevat ook de eerste reeksexpansies van {\displaystyle \sin(x)}, {\displaystyle \arcsin(x)} en {\displaystyle \arccos(x)}.
Vera Circuli werd in 1668 opnieuw uitgegeven met een appendix, Geometriae Pars, waarin Gregory uiteenzette hoe het volume van een omwentelingslichaam berekend kan worden.
Omstreeks 1671 bewees Gregory de stelling
{\displaystyle \theta =\tan \theta -{\frac {1}{3}}\tan ^{3}\theta +{\frac {1}{5}}\tan ^{5}\theta -\ldots }
voor alle 
{\displaystyle \theta }, {\displaystyle -{\frac {\pi }{4}}\leq \theta \leq {\frac {\pi }{4}}}.
Deze formule werd later toegepast om de waarde van {\displaystyle \pi } te berekenen, totdat voor dit doeleinde makkelijkere uitdrukkingen ontdekt werden.
James Gregory was de oom van twee andere wiskundigen, David Gregory en James Gregory. Deze laatste was de leermeester van Colin Maclaurin.
- Bibliothèque nationale de France: cb12459917j (data)
- Catàleg d'autoritats de noms i títols de Catalunya: 981058519157006706
- CiNii: DA15936647
- Digitale Bibliotheek voor de Nederlandse Letteren: greg020
- Gemeinsame Normdatei: 118718754
- International Standard Name Identifier: 0000 0001 1948 8040
- Library of Congress Control Number: n84177193
- Nationale Bibliotheek van Tsjechië: jo20211115125
- Nationale bibliotheek van Australië: 35984413
- Nationale Bibliotheek van Israël: 987007933264205171
- Nederlandse Thesaurus van Auteursnamen: 133881946
- Istituto Centrale per il Catalogo Unico: UFIV122807
- LIBRIS: 344236
- SNAC: w63g3czt
- Système universitaire de documentation: 033768854
- Trove: 1173140
- Virtual International Authority File: 39475242
- WorldCat: E39PBJjRX8tv4xCxhYkGgqWCcP